# چین در المپیک تابستانی ۱۹۹۲
چین در بازی‌های المپیک تابستانی ۱۹۹۲ که در شهر بارسلونا اسپانیا برگزار شد، کاروان چین با ۲۴۴ ورزشکار در این رقابت‌ها شرکت کرد و موفق به کسب ۵۴ مدال (۱۶ طلا، ۲۲ نقره، ۱۶ برنز) شد. در جدول رتبه‌بندی توزیع مدال‌ها، چین در ردهٔ ۴ مسابقات قرار گرفت.